# Lasy Pszczyńskie
Lasy Pszczyńskie − kompleks leśny na Górnym Śląsku leżący w granicach gmin: Tychy, Mikołów, Żory, Pszczyna, Kobiór, Oświęcim. Czasami używa się określenia Puszcza Pszczyńska, która obejmuje łącznie obszary Lasów Pszczyńskich oraz Lasów Raciborskich. W niektórych opracowaniach z Lasów Pszczyńskich wydziela się Lasy Kobiórskie (po zachodniej stronie drogi z Katowic do Bielska-Białej). Pierwotnie Lasy Pszczyńskie sięgały aż po Katowice. Ich częścią były Lasy Panewnickie, jako dziedzina książąt pszczyńskich.